# Munidopsis bispinoculata
Munidopsis bispinoculata is een tienpotigensoort uit de familie van de Munidopsidae. De wetenschappelijke naam van de soort is voor het eerst geldig gepubliceerd in 1988 door Baba.